# Majid Musisi
Majid Musisi Mukiibi (Kampala, 15 de septiembre de 1967 - ib., 13 de diciembre de 2005) fue un futbolista ugandés. Falleció a causa de una en enfermedad de larga duración.

## Carrera
Empezó en un club de la segunda división de Uganda, el Mulago. En 1985 fichó por el SC Villa, en el cual marcó 138 goles. su mejor etapa como jugador la tuvo en el Bursaspor turco, por 1 millón de euros, convirtiéndose en el jugador nacido en Uganda más caro de la historia.